# 梁彌定
梁彌定，為南北朝時期宕昌國君主之一。前任君主梁仚定之弟。
西魏文帝大統大統七年（541年），仚定舉兵犯西魏。北魏命將領獨孤信討伐，魏軍未至而仚定已先為部下所殺。仚定的部眾被獨孤信擊敗後，彌定被西魏另立為宕昌王。
大統十六年（550年），彌定受到同族的酋長梁獠甘襲擊因此逃奔西魏，梁獠甘自立為宕昌王。西魏丞相宇文泰命將領宇文贵、豆卢宁、史宁等率兵討伐獠甘，將之擒獲並斬首，重迎彌定回到宕昌。
北周滅西魏後，北周武帝保定初年，彌定遣使向北周貢獻方物。保定三年（563年），又遣使貢獻猛獸。保定四年（564年），彌定侵犯北周的洮州，被北周將領李賢打敗。同年，彌定又引吐谷渾軍侵犯北周，再被李賢打敗。北周武帝大怒，命大將田弘討滅宕昌國，在原地設立宕州，宕昌國自此滅亡。至於彌定的下場，史籍並未記載。